# Amanteca

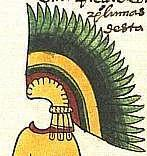
Arte plumario mexica.

En la sociedad azteca o mexica, los  amantecas  eran los artesanos que se dedicaban a la confección de atavíos y ornamentos compuestos de plumas finas. En el arte plumario mexica destaca el conocido penacho de Moctezuma.

## Costumbres y festividades
Las plumas utilizadas eran recolectadas mediante el tributo de los pueblos sometidos, regularmente eran plumas coloridas como las del quetzal, la garza de diversas tonalidades, el loro, la guacamaya o el zacuán, aunque también se utilizaban plumas de águila.  Los plumarios recibieron el nombre de amantecas  porque en su mayoría vivían o se reunían en el calpulli o  barrio de  Amantla.
Los amantecas participaban intensamente en dos fiestas del año, en el mes de panquetzaliztli —dedicada a Huitzilopochtli—, y en el mes de tlaxochimaco —mes de las ofrendas de flores a Huizilopochtli y todos los dioses—, el dios de los amantecas era Coyotlinahual (el que tiene un coyote por doble). Durante la fiesta del mes de panquetzaliztli se solía sacrificar a un voluntario que representaba al dios Coyotlinahual, en caso de no existir voluntario, los amantecas compraban un esclavo o tlatacoltin para sacrificarlo, previamente éste era ataviado con distintivos e insiginas del dios. Durante la fiesta del mes de tlaxochimaco no había sacrificios, se rendía culto a dos mujeres —Xiuhtlati y Xilo— con un baile con los brazos enlazados llamado tlanahuaya.

## Confecciones y ornamentos
Las plumas normalmente eran suministradas por los pochtecas. Los ornamentos de plumas eran muy utilizados como insignias militares y escudos (chimalli) . Fue durante la época de Moctezuma Xocoyotzin cuando el arte plumario tuvo su auge.  Para ataviar al dios Huitzilopochtli se utilizaban el teuquémitl o ropaje divino, el quetzalquémitl o ropaje de pluma de quetzal, el vivitzitzilquémitl o ropaje de pluma de colibrí y el xiuhtocoquémitl o ropaje de plumas de azulejo. 
Aquellos amantecas que trabajaban para los tlatoque eran conocidos como tecpan amanteca. Los que se dedicaban a confeccionar piezas especiales eran llamados calpixcan amanteca o plumarios del tesoro, sus obras eran guardadas en las bodegas del huey tlatoani. Existían también los calla amanteca o plumarios privados, quienes se dedicaban a confeccionar y comerciar insignias militares.